# Henri Clerc
Henri, François, Joseph, Marius Clerc, né le 22 décembre 1881 à Lyon (Rhône) et décédé le 25 septembre 1967 à Aix-les-Bains (Savoie), est un homme politique français et auteur dramatique.

## Carrière politique

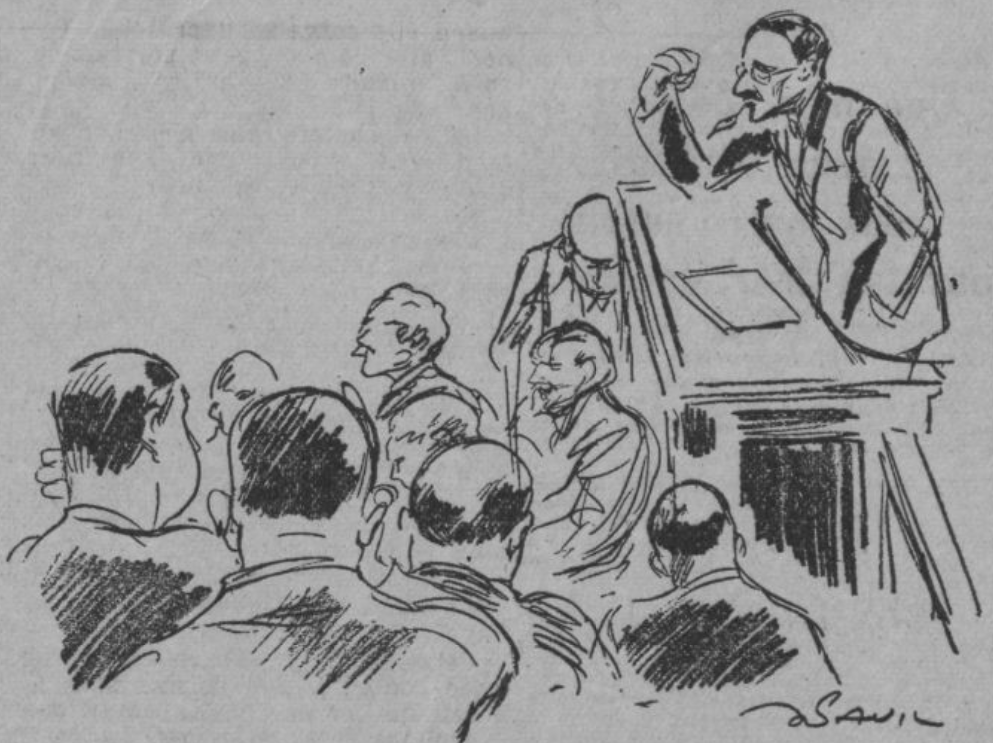
Dessin d'Henri Clerc dans Paris-Soir du 30 novembre 1935.

Rédacteur au ministère des Finances en 1906, il est chef de bureau en 1920, et s'occupe des réparations que doit l'Allemagne au titre des dommages de guerre. Il se fait mettre en congé lorsqu'il est élu maire d'Aix-les-Bains en 1927. Il préside alors l'association des maires de villes thermales. Il est député de la Haute-Savoie de 1932 à 1936, inscrit au groupe radical. Il ne se représente pas en 1936 et réintègre le ministère des Finances comme commissaire du gouvernement auprès des banques populaires.
Au début 1941, il rejoint la Ligue de pensée française de René Château (mouvement un temps proche du  RNP de Marcel Déat) pour qui il donnera une conférence le 24 avril 1941 portant sur : « La collaboration ce que c'est, ce que la France peut en attendre ». Il tient d'autres conférences sur la collaboration, qu'il entend justifier. Il publie aussi Vers une économie européenne, collabore à La Journée industrielle et à des périodiques collaborationnistes comme L'Œuvre (journal) de Marcel Déat, Les Nouveaux Temps, La Gerbe. Il dirige à partir de 1942, en tant que P-DG, France-actualités, société française cinématographique qui produit des films d'actualités, avec une participation minoritaire allemande et un conseil d'administration mixte, composé de Français et d'Allemands. Il reçoit 300 000 francs par an et 5 000 francs par mois de frais de représentation. Des lettres attestent qu'il propose des moyens d'effectuer une propagande efficace portant sur le spectateur français, notamment en ce qui concerne le travail en Allemagne. Partisan d'une propagande discrète mettant l'accent sur la collaboration européenne, il doit faire face aux pressions allemandes qui exigent une propagande plus musclée et plus pro nazie. Il est démissionné en janvier 1944, après l'arrivée de Philippe Henriot au Secrétariat d'Etat à l'information.
Arrêté en novembre 1944, il est condamné en janvier 1945 par la Cour de justice de la Seine aux travaux forcés à perpétuité, à la dégradation nationale et à la confiscation de ses biens, en raison de son action pro-allemande dans la presse et à la tête de la société France-Actualités. Toutefois, son pourvoi est admis par la chambre des mises en accusation de la cour d'appel de Paris qui casse l'arrêt du 29 janvier en ce qui concerne l'application de la peine car, du fait de son âge (63 ans), il n'aurait pas dû être condamné aux travaux forcés, mais seulement à la réclusion. Le verdict de culpabilité est maintenu.

## Auteur dramatique
Il est également auteur de pièces de théâtre, avec parmi les plus connues on trouve : L'Autoritaire, L'Épreuve du bonheur, Le Tentateur, Le Beau Métier, La Femme de César. Il est également vice président de la société des auteurs dramatiques, de 1938 à 1941 et le président fondateur de la caisse de retraite des auteurs. Il collabore à de nombreuses revues. À la Libération, il est inquiété pour avoir continué ses activités littéraires dans des revues compromises avec la Collaboration.
L'épreuvre du bonheur, pièce en 4 actes, première au Théâtre des Célestins, le 9 janvier 1924, reprise le 25 janvier 1924 à Paris au Théâtre des Arts, avec Pierre Blanchar et Germaine Rouer.
La femme de César, pièce en 8 tableaux, Cercle des Escholiers, 7 décembre 1937, mise en scène Pierre Aldebert avec France Ellys et Pierre Morin.
Le beau métier, pièce en 4 actes,  Théâtre de l'Odéon, 24 Décembre 1929.
L'autoritaire, comédie en trois actes,  Théâtre national de l'Odéon, 26 novembre 1922lire en ligne sur Gallica.

## Sources
- « Henri Clerc », dans le Dictionnaire des parlementaires français (1889-1940), sous la direction de Jean Jolly, PUF, 1960 [détail de l’édition]